# Pot-au-feu

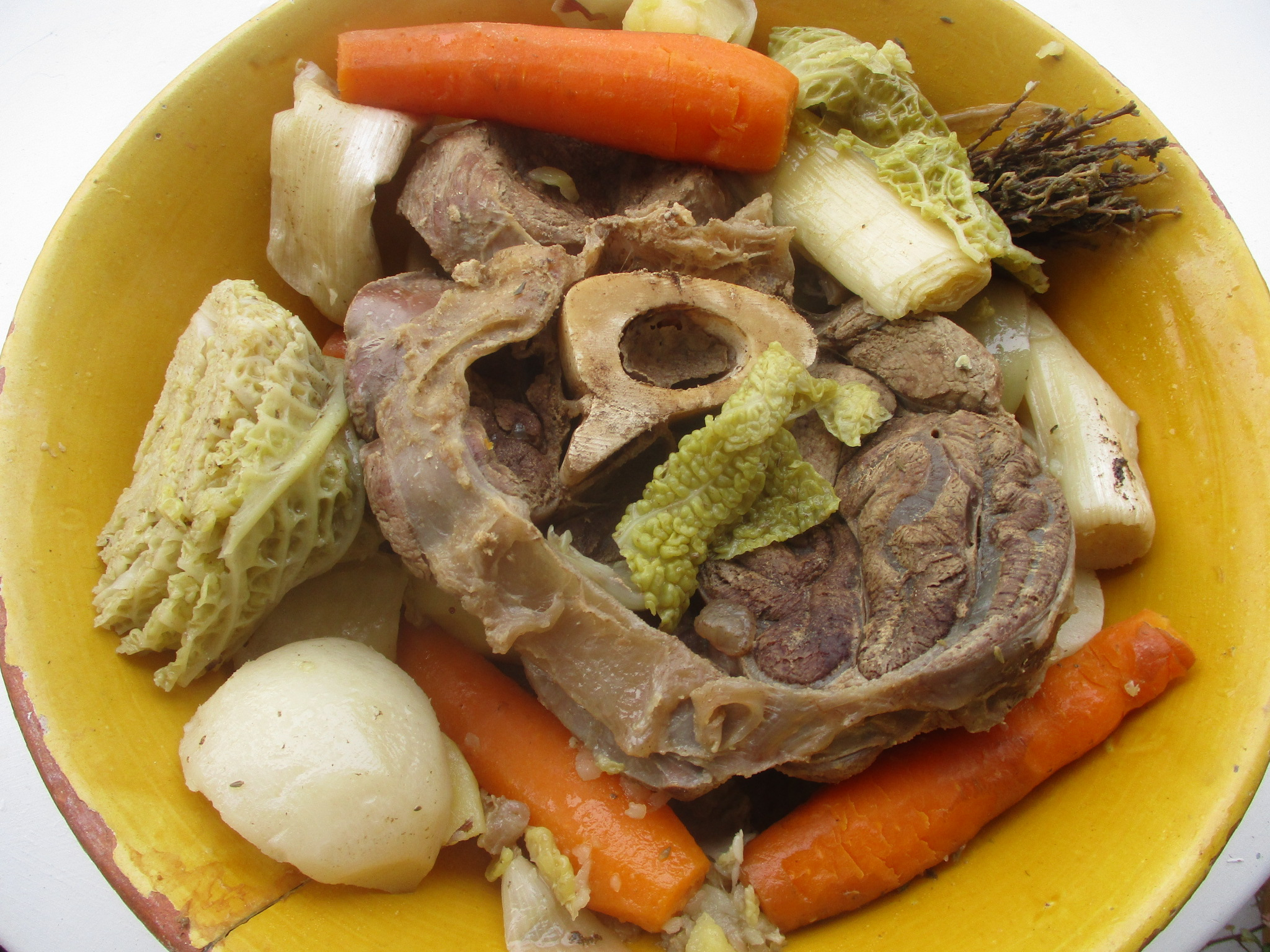
Pot-au-feu

Pot-au-feu (výsl. [potofö]) je tradiční pokrm francouzské kuchyně, pomalu vařené maso se zeleninou. Název znamená „hrnec na ohni“ a odkazuje na původní způsob přípravy.
Typický pot-au-feu obsahuje hovězí maso, morkovou kost či chrupavkovitý díl, mrkev, vodnici, pórek, celer, cibuli apod., v moderních receptech i brambory, pepř, hřebíček a bylinky bouquet garni. Varianty receptu obsahují i jiná masa: kuřecí, vepřové, skopové. Pokrm se připravuje na velmi mírném ohni po dobu několika hodin. Servíruje se zvlášť vývar a maso se zeleninou.
Pot-au-feu je symbol vydatného jídla pro široké vrstvy obyvatelstva, kdy ve venkovských domácnostech se do hrnce pod stále udržovaným plamenem průběžně doplňovaly ingredience. K těmto věčným vývarům patřil i hrnec v hostinci v Perpignanu, který se údajně udržoval od 15. století až do druhé světové války. Pot-au-feu je také známý jako charitativní jídlo, které se distribuuje lidem v dobách krize.